# Rundown (beisebol)

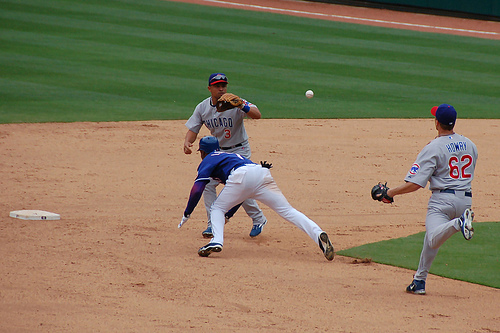
Típica situação de rundown, mostrando um corredor enquanto ele tenta se esquivar da defesa.

No beisebol, rundown é uma situação que ocorre quando um corredor está preso entre duas bases e está em risco. Quando o corredor tenta avançar à base seguinte, ele é interceptado pelo jogador da defesa que tem uma bola viva, e tenta voltar à sua base anterior antes de ser queimado. Enquanto isso, o defensor lança a bola além do corredor para a base anterior, forçando-o a inverter direções novamente. Isso é repetido até que o corredor seja eliminado ou chegue salvo a uma base. Se o corredor retornar salvo à sua base original, a defesa não é penalizada com um erro. Contudo, se a defesa permitir ao corredor avançar à base seguinte (por exemplo, da segunda à terceira base), então a defesa é penalizada com um erro.